# Deníssovski
Deníssovski (en rus: Денисовский) és un poble (un possiólok) de l'óblast de Rostov, a Rússia, que el 2017 tenia 795 habitants, pertany al districte de Remóntnoie.